# Live in Warsaw, June 11, 2000
Live in Warsaw, June 11, 2000 – album koncertowy King Crimson, wydany 18 stycznia 2005 roku nakładem Discipline Global Mobile jako podwójny CD. Wchodził w skład serii wydawniczej The King Crimson Collectors' Club (CLUB28). 

## Historia albumu
Od maja do listopada 2000 roku King Crimson koncertował w Europie, Japonii, Stanach Zjednoczonych i Kanadzie. W ramach tych wojaży po raz drugi wystąpił w Polsce dając koncerty w dniach 9 – 11 czerwca w Poznaniu i w Warszawie. Według pamiętnika Treya Gunna Robert Fripp wpadł na pomysł poprzedzenia koncertu w teatrze „Roma” własnym występem z cyklu Soundscapes, który nieoczekiwanie urozmaicił Adrian Belew przebierając się za Indianina i pojawiając się na scenie w niewielkiej łódce.

## Lista utworów
Lista i informacje według Discogs:
| 1. | ProzaKc Blues                                       | 6:09  |
|    |                                                     |       |
| 2. | The ConstruKction Of Light                          | 8:43  |
|    |                                                     |       |
| 3. | The World's My Oyster Soup Kitchen Floor Wax Museum | 7:42  |
|    |                                                     |       |
| 4. | Improv: Warsaw                                      | 12:35 |
|    |                                                     |       |
| 5. | Dinosaur                                            | 5:27  |
|    |                                                     |       |
| 6. | One Time                                            | 5:52  |
|    |                                                     |       |
| 7. | VROOOM                                              | 4:46  |
|    |                                                     |       |
| 8. | Cage                                                | 5:27  |
|    |                                                     |       |
|    |                                                     | 56:41 |
|    |                                                     |       |

| 1. | Into The Frying Pan                | 6:40  |
|    |                                    |       |
| 2. | Larks' Tongues In Aspic: Part Four | 13:55 |
|    |                                    |       |
| 3. | Three Of A Perfect Pair            | 4:01  |
|    |                                    |       |
| 4. | The Deception Of The Thrush        | 10:18 |
|    |                                    |       |
| 5. | Sex, Sleep, Eat, Drink, Dream      | 7:12  |
|    |                                    |       |
| 6. | Heroes                             | 7:17  |
|    |                                    |       |
|    |                                    | 49:23 |
|    |                                    |       |

- nagrano – 11 czerwca 2000, Teatr Muzyczny „Roma”, Warszawa
- muzyka – King Crimson (wszystkie utwory oprócz „Heroes”: Bowie/Eno)
- teksty – Adrian Belew

### Muzycy
- Adrian Belew – gitara, śpiew
- Robert Fripp – gitara
- Trey Gunn – Touch Guitar], gitara basowa (Ashbory Bass), talker
- Pat Mastelotto – perkusja elektroniczna

### Pozostałe informacje
- zdjęcia – Bill Munyon
- produkcja – Alex R. Mundy (również edycja cyfrowa), David Singleton
- zapiski w książeczce albumu – Trey Gunn

## Odbiór

### Opinie krytyków
| Recenzje      | Recenzje |
| Publikacja    | Ocena    |
| ------------- | -------- |
| AllMusic      | [ 1 ]    |
| Prog Archives | 3.80/5.0 |
| RYM           | 3.64/5   |
| Teraz Rock    | [ 6 ]    |

Według Lindsaya Planera z AllMusic utwór „'Improv: Warsaw' jest najbardziej natchnionym popisem tego wieczoru. Są też inne momenty, które zbliżają się do tego, w tym nawiedzający i hipnotyzujący 'One Time'. Całość zamyka cover 'Heroes' Davida Bowiego, co w zasadzie nie jest tak zaskakujące, jak mogłoby się początkowo wydawać, gdyż Fripp użyczył ostrej gitary w oryginalnym nagraniu studyjnym z 1977 roku.”.
Na ten ostatni utwór zwraca uwagę w swoim komentarzu również Jordan Babula z magazynu Teraz Rock. Wyróżnia też popis wokalny 'Adriana Belew w Three Of A Perfect Pair' („kapitalnie zagrany i zaśpiewany”) zaś cały koncert nazywa „profesjonalnym nagraniem, świetnej jakości”, które „wypada co najmniej posłuchać”, jeśli się weźmie pod uwagę fakt wydania go przez Discipline Global Mobile.